# Honda CB 72
Die Honda CB 72 Dream Super Sport ist ein Motorradmodell des japanischen Fahrzeugherstellers Honda, das von 1960 bis Ende 1967 produziert wurde.
Die CB 72 (Produktcode 268) war nach der CB 92 und der CB 71 das dritte Modell aus der CB-Baureihe, außerdem das erste Modell mit Rohrrahmen anstatt des bis dahin ausschließlich verwendeten Blechschalenrahmens. Das Kürzel CB kommt aus dem japanischen "C"LU"B"MAN RACE, das ab 1958 in Suzuka, dem Honda-eigenen Rennkurs stattfand (C steht für den Typ, B für die sportliche Variante). In den USA hieß sie CB 72 Hawk.

## Entwicklungsgeschichte
Die 72/77 Modellreihe ist die Weiterentwicklung des ersten Zweizylinders C 70 (ohne Elektrostarter) bzw. C 71. Das Layout dieses Motors orientiert sich stark am NSU Max Motor, mit den Elementen Trockensumpfschmierung, OHC und Endantrieb rechts. Die beim NSU Max Motor Bauhöhe sparende Trockensumpfschmierung entfiel, wichtige Änderungen betrafen Primärtrieb mit Kupplung, Zündung und Zylinderkopf. Das Getriebe wurde weiter verwendet. Die Bereifungsgröße war vorne 2.75-18, hinten 3.00-18. Grundversion war die Honda C 72 von 1959, die CA 72 war eine Tourenversion, die CS 72 hatte jeweils links und rechts die Auspuffanlage höher gelegt, jeweils mit Blechschalenrahmen. Die CL 72 war ein Scrambler mit größeren 19-Zoll-Rädern und einem geschlossenen Rohrrahmen, der als eigenständige Konstruktion deutlich vom CB-Rahmen abwich. Sie hatte keinen Elektrostarter und der Kickstarter war nach hinten zu treten. Anders als bei der C 72, die eine Gleichläufer-Kurbelwelle hatte, waren die Kurbelzapfen der CB 72 und der CL 72 um 180 Grad versetzt. Das Modell hatte zwei Rundschieber-Vergaser Typ PW 22 mit 22 mm Durchlass. Zu den technischen Besonderheiten zählte eine Wechselstromlichtmaschine.
In Japan gab es 1961-1962 die Honda CM 72, eine Kreuzung der C 72 und CB 72. Der Motor war von der C 72 mit einer 360 Grad Gleichläufer-Kurbelwelle und nur einem Vergaser. Der Rahmen war von der CB 72. Sie hatte einen höheren Lenker, eine kurze Sitzbank und einen Gepäckträger. Die Nachfolgerin davon war die CBM 72, ebenfalls mit Gleichläufer-Kurbelwelle.
Die sportlichen Motoren mit Gegenläufer-Kurbelwelle haben auf dem Zündungsdeckel den Schriftzug Type 1, die Gleichläufer-Motoren die Bezeichnung Type 2. Der Motortyp ist auch an der Motornummer erkennbar, eine 4, 5, 6 oder 9 als zweite Ziffer weist auf einen Type-2 -Motor hin.
Gebaut wurde die CB 72 wie auch die C 72, CS 72 und C 77, sowie der 125 cm³-Roller M 80 ab dem Frühjahr 1960 im Honda-Werk von Saitama (jetzt Wakō Plant).

## Markteinführung
In Japan kam das Modell 1960 auf den Markt. Laut der Rahmen- and Motor-Nr. Historie im Original-Ersatzteilbuch von 1966, begann die Rahmennummer mit 10001, eine Endnummer ist nicht vermerkt, was auf eine sogenannte Nullserie schließen lässt. Die Präsentation in den USA, dem wichtigsten Markt, erfolgte am 1. Februar 1961. In Deutschland wurde es 1961 in Frankfurt vorgestellt und vom Hamburger Motorrad-Händler Karlheinz-Heinz Meller importiert. Die European Honda Motor Trading GmbH (Honda Deutschland) wurde im Mai 1961 gegründet und verkaufte dieses Modell ab 1962 mit wenigen Änderungen bis 1965. Die Honda Dream 250 war eines der wenigen westlichen Zweiräder, das auch in die DDR exportiert wurde.
Im Jahr 1965 wurde das Modell überarbeitet und die Bezeichnung in CB 250 Super Sport im Zuge einer Leistungsreduzierung wegen der Geräuschemission geändert. Die Leistung verringerte sich von 24 auf 22 PS, die Höchstgeschwindigkeit wurde auf nur noch 130 km/h angegeben. Die wesentlichen Änderungen waren niedrigere Kolben, gekapselte Luftfilter, effektivere Schalldämpfer und keine Power-Jet-Düsen mehr.
Die Maschinen waren in schwarz, blau und rot erhältlich, wobei die blauen Maschinen auch blaue Sitzbänke mit Halteriemen hatten; die anderen hatten schwarze Sitzbänke, ebenfalls mit Halteriemen.

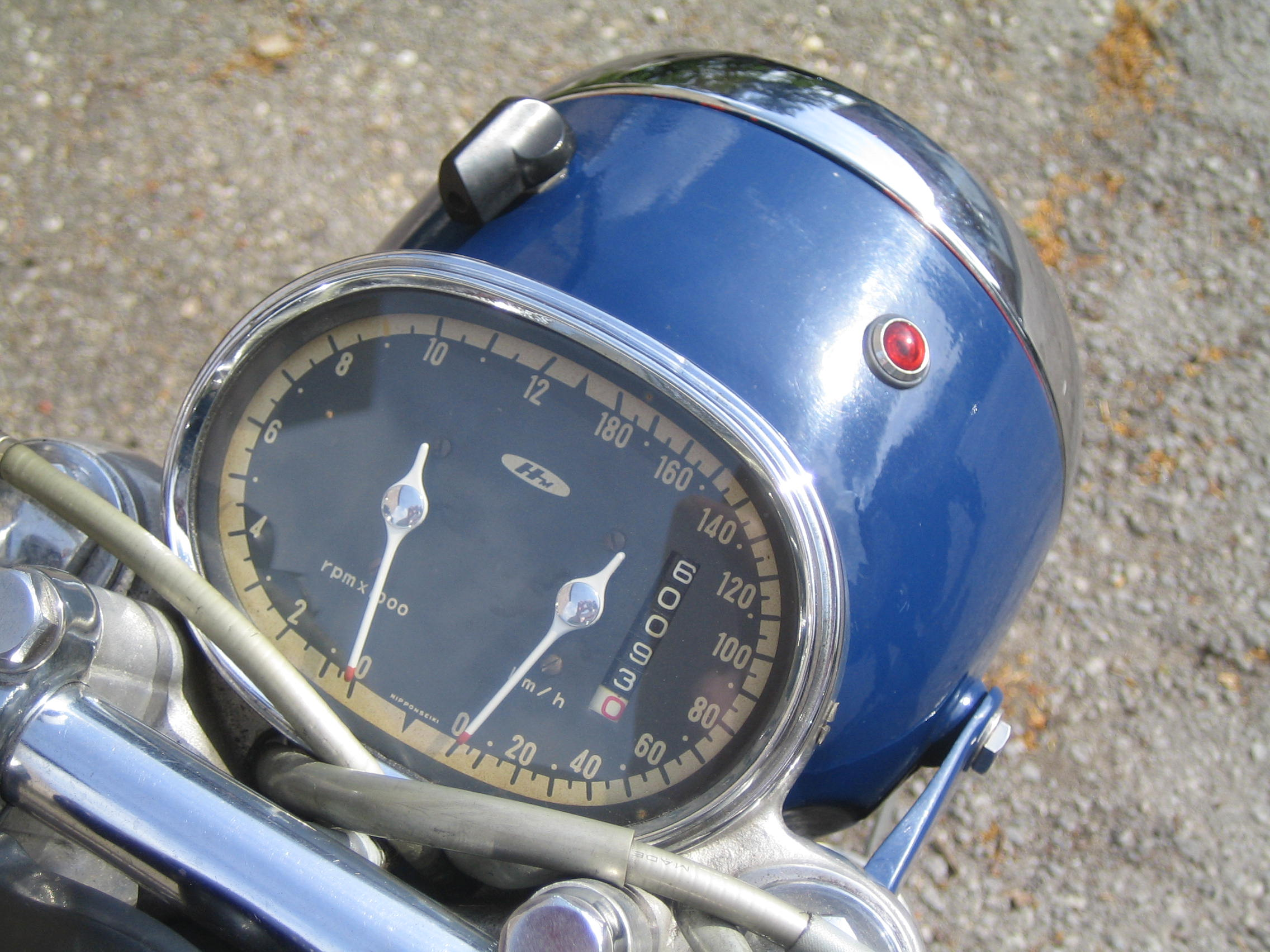
Honda CB 72 Drehzahlmesser und Tachometer

Im Test der Zeitschrift MOTORRAD fuhr Ernst "Klacks" Leverkus auf der Nordschleife des Nürburgrings (mit 22,8 km Streckenlänge) in zwölf Minuten und 40 Sekunden etwa einen Rundendurchschnitt von 108,05 km/h mit stehendem Start.
Das Erscheinen dieser japanischen Motorräder wurde in Deutschland kontrovers diskutiert. Die Ausstattung mit Anlasser war ungewöhnlich. Man misstraute den hohen Drehzahlen bis 9000 min−1. Der vergleichsweise hohen Leistung dieser Motorräder hatten die deutschen Hersteller in der Klasse mit 250 cm³ nichts entgegenzusetzen; damaliger Standard im deutschen Motorradbau waren Motorräder mit 15 bis 18 PS wie z. B. die NSU Max, BMW R 27 oder die MZ ES 250.
Mit diesem Honda-Modell begann der Boom der Motorräder, die das Motorradfahren als Freizeitsport auslösten.
Laut Preislisten von 1962 und 1965 kostete sie 2675 DM.

## CB 77

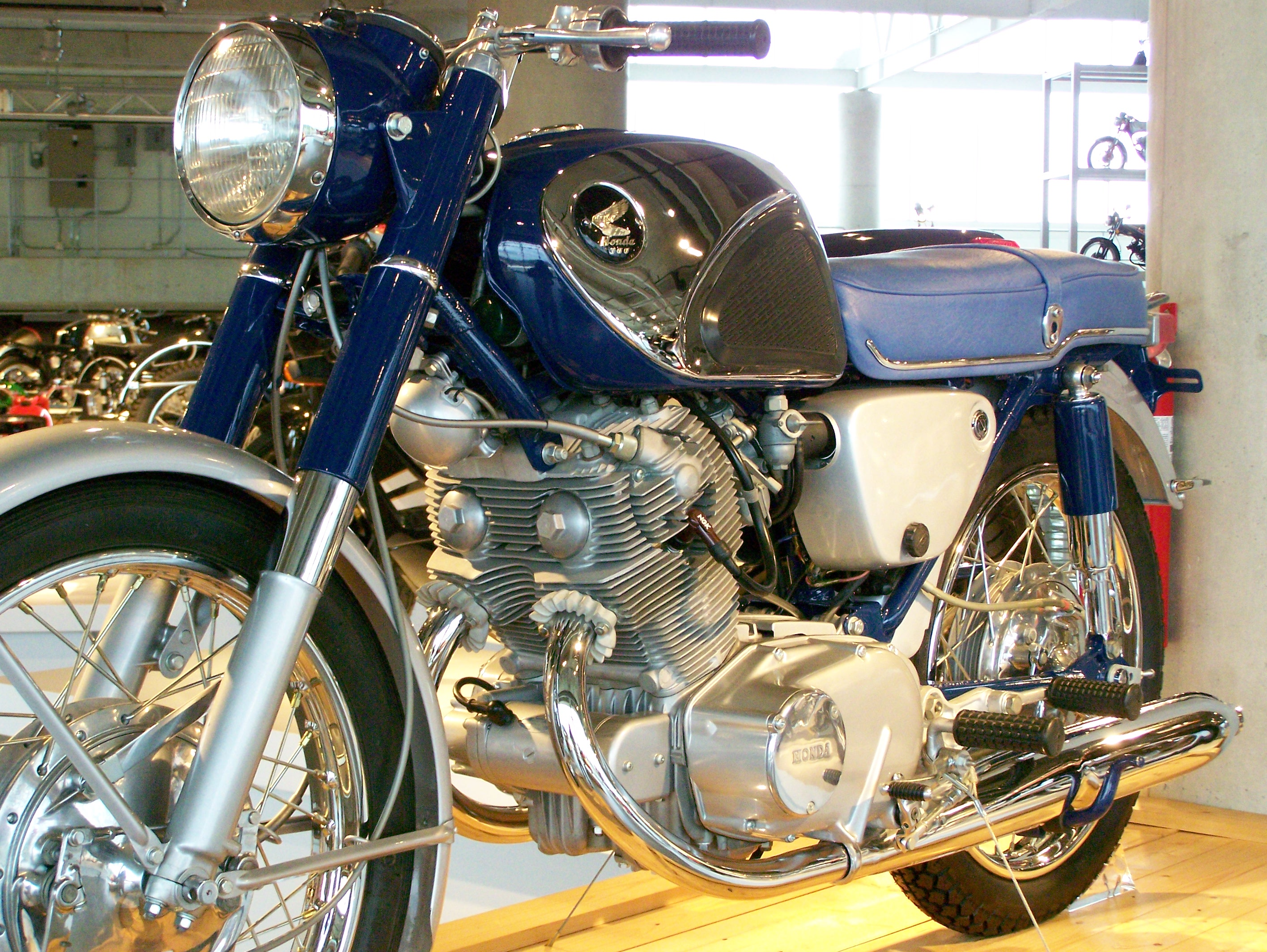
Honda CB 77 im Museum

Das Schwestermodell CB 77 mit 305 cm³, Produktcode 275, unterscheidet sich durch die von 54 mm auf 60 mm vergrößerte Bohrung, entsprechend angepasstem Zylinderkopf und 26 mm Vergasern Typ PW26. Sie hatte 28,5 PS bei 9000 min−1 und ein höheres Drehmoment von 24,5 Nm bei 7000 min−1. Laut Prospekt hatte sie eine Höchstgeschwindigkeit von 160 km/h und das Gewicht war auf 159 kg gewachsen. Prominentester CB 77-Fahrer war Elvis Presley, die er 1964 in dem Kinofilm Roustabout bewegte. Die Maschine wurde von 1962 bis 1966 auch in Deutschland angeboten, war aber mit Einführung der CB 450 uninteressant, da sie in den deutschen Versicherungsklassen äußerst ungünstig positioniert war. In den USA hieß sie CB-77 Super Hawk und wurde dort bis 1968 verkauft. Die CL 77 war ein Scrambler, die hauptsächlich in den USA vermarktet wurde und Nachfolgerin der CL 72. Berühmte Besitzer waren Steve McQueen und Jim Morrison. In Robert M. Pirsigs Kultroman "Zen und die Kunst ein Motorrad zu warten" (1974) fährt der namenlose Protagonist diese Maschine drei Wochen lang durch die USA.
Die CYP 77 Polizeimaschine basierte auf der CP 77, die eine Tourerversion der CB 77 war, mit Optionen wie einem hohen Lenker, Seitenständer und stabiler Fußrastenanlage. Die CYP 77 hatte wieder eine Gleichläufer-Kurbelwelle und ein Rotations-Schaltschema für das Getriebe. Beim Schalten konnte man damit vom 4. Gang direkt auch zum 1. Gang schalten. Die späteren Maschinen hatten 17-Zoll-Räder und das Leergewicht lag bei 269 kg.
Laut Preislisten von 1962 und 1965 kostete sie 2925 DM.

## Rennsport
Im Motorsport wurde die CB 72 auch von Privatfahrern eingesetzt. Ein Erfolg unter anderen war der Klassensieg an der 24 Stunden Avus-Fahrt 1962 und an der 1000-km-Fahrt 1963, gefahren von dem in Hamburg lebenden Japaner K. Shimada und dem deutschen Rockerseder. Eine käufliche Rennmaschine Honda CR 72, die von Privatfahrern eingesetzt wurde, hatte 25 PS bei 9500 min−1 mit einem Sechsgang-Getriebe. Mit dieser Maschine errang der Japaner Kunimitsu Takahashi bei der Tourist Trophy auf der Isle of Man 1963 den ersten Platz; der Engländer Bill Smith belegte den dritten Rang.

## Sonstiges
Der Autor Robert M. Pirsig unternahm die Reise, die er in Zen und die Kunst ein Motorrad zu warten verarbeitete, auf einer solchen Maschine. Wendy K. Pirsig spendete 2019 das restaurierte Straßenmotorrad ihres 2017 verstorbenen Ehemanns zur Ausstellung an das National Museum of American History in Washington, D.C.

## Modellübersicht Dream 250/300
| Typ          | Art                             | Produktcode | Zylinder | Vergaser | Hubraum | PS      | bei min−1   | Bauzeit   |
| ------------ | ------------------------------- | ----------- | -------- | -------- | ------- | ------- | ----------- | --------- |
| C-70         | Standard, Einzelsitze           | 250         | 2        | 1        | 247 cm³ | 18      | 7.400       | 1958–1959 |
| CA 70        | Touring, Sitzbank               | 252         | 2        | 1        | 247 cm³ | 18      | 7.400       | 1958–1959 |
| C 71         | Standard, Sitzbank              | 253         | 2        | 1        | 247 cm³ | 18/20   | 7.400/8.400 | 1959–1960 |
| CA 71        | Touring, Sitzbank               | 255         | 2        | 1        | 247 cm³ | 18/20   | 7.400/8.400 | 1959–1960 |
| CB 71        | Sport, Sitzbank                 | 258         | 2        | 1        | 247 cm³ | 22      | 7.400       | 1959      |
| CE 71        | Sport, Sitzbank                 | 257         | 2        | 1        | 247 cm³ | 18/20   | 7.400/8.400 | 1959–1960 |
| CS 71        | hochgezogener Auspuff, Sitzbank | 254         | 2        | 1        | 247 cm³ | 20      | 8.400       | 1959–1960 |
| CR 71        | Racer, Rennsitzbank             | 265         | 2        | 2        | 247 cm³ | 24      | 8.800       | 1958–1959 |
| C 72         | Standard, Sitzbank              | 259         | 2        | 1        | 247 cm³ | 20/22,5 | 8.000       | 1960–1962 |
| CA 72        | Touring, Sitzbank               | 262         | 2        | 1        | 247 cm³ | 20      | 8.400       | 1959–1963 |
| CB 72        | Sport, Sitzbank                 | 268         | 2        | 2        | 247 cm³ | 24/24   | 9.000       | 1960–1967 |
| CM 72        | Touring, Einzelsitz             | 270         | 2        | 2        | 247 cm³ | 24      | 9.000       | 1963      |
| CBM 72       | Sport, Sitzbank                 | 269         | 2        | 2        | 247 cm³ | 24      | 9.000       | 1963      |
| CS 72        | hochgezogener Auspuff, Sitzbank | 264         | 2        | 1        | 247 cm³ | 20      | 8.400       | 1960–1961 |
| CL 72        | Scrambler, Sitzbank             | 273         | 2        | 2        | 247 cm³ | 24      | 7.500/9.000 | 1961–1965 |
| CR 72        | Racer, Rennsitzbank             | 2XX         | 2        | 2        | 247 cm³ | 40      | 12.000      | 1961–1962 |
| C 73         | Standard, Sitzbank              | 2XX         | 2        | 1        | 247 cm³ | 20      | 8.400       | 1959–1965 |
| C 75         | Standard, Sitzbank              | 251         | 2        | 1        | 305 cm³ | 21      | 7.200       | 1958–1959 |
| C 76         | Standard, Sitzbank              | 260         | 2        | 1        | 305 cm³ | 24      | 8.000       | 1960      |
| CA 76+CSA 76 | Touring, Sitzbank               | 261         | 2        | 1        | 305 cm³ | 24      | 8.000       | 1960–1963 |
| C 77+CS 77   | Standard, Sitzbank              | 266         | 2        | 1        | 305 cm³ | 23/24   | 7.500/8.000 | 1960–1965 |
| CA 77+CAS 77 | Touring, Sitzbank               | 267         | 2        | 1        | 305 cm³ | 25      | 8.200       | 1960–1964 |
| CB 77        | Sport, Sitzbank                 | 275         | 2        | 2        | 305 cm³ | 28,5    | 9.000       | 1961–1966 |
| CL 77        | Scrambler, Sitzbank             | 278         | 2        | 2        | 305 cm³ | 28,5    | 9.000       | 1966–1967 |
| CP 77        | Standard, Sitzbank              | 281         | 2        | 2        | 305 cm³ | 28,5    | 9.000       | 1966      |
| CYP 77       | Polizei, Einzelsitz             | 282         | 2        | 2        | 305 cm³ | 28,5    | 9.000       | 1966      |
| CR 77        | Racer, Rennsitzbank             | 2XX         | 2        | 2        | 305 cm³ | 46      | 12.000      | 1962      |
| C 78         | Standard, Sitzbank              | 279         | 2        | 1        | 305 cm³ | 24      | 8.000       | 1965–1966 |
| CA 78        | Standard, Sitzbank              | 280         | 2        | 1        | 305 cm³ | 24      | 8.000       | 1965–1966 |

### Weltmeistertitel Motorrad-Straßenrennsport 250cm³
| 1961 | Mike Hailwood | Honda |
| 1962 | Jim Redman    | Honda |
| 1963 | Jim Redman    | Honda |
| 1966 | Mike Hailwood | Honda |
| 1967 | Mike Hailwood | Honda |

## Wartungshinweis
| Kraftstoff: Super Plus 98 ROZ                                                                                         | Verbrauch: ca. 4,5 l/100 km                                                                                           | Tankvolumen: 14 incl. X Reserve           |
| Bohrung: 54 mm | Hub: 54 mm | Verdichtung: 9,5 : 1                      |
| Bereifung vorne: 2.75-18 (4PR)                                                                                        | Bereifung hinten: 3.00-18 (4PR)                                                                                       | Zuladung: ? kg                            |
| Fahrwerk: Stahlrohrrahmen, Motor mittragend / vorne: Teleskopgabel, hinten: Schwinge mit Federbeinen und Stoßdämpfern | Fahrwerk: Stahlrohrrahmen, Motor mittragend / vorne: Teleskopgabel, hinten: Schwinge mit Federbeinen und Stoßdämpfern | Gewicht (fahrbereit): 153 kg              |
| Ähnliche Modelle: | Besonderheiten: mit elektrischem Anlasser                                                                             | Besonderheiten: mit elektrischem Anlasser |